# Ramin Jahanbegloo
Ramin Jahanbegloo (Teherán, 28 de diciembre de 1956) es un filósofo político iraní, conocido por su posición a favor de la democracia, la no violencia y la apertura a Occidente en su país. Es primo del filósofo Seyyed Hossein Nasr.

## Biografía
Se doctoró en Filosofía en la Universidad de la Sorbona en París y luego prosiguió sus estudios de posgrado en Harvard. A fines de los noventa era profesor adjunto en el departamento de ciencias políticas de la Universidad de Toronto y continuó sus investigaciones. Poseedor de la doble nacionalidad irano-canadiense, se casó y tuvo un hijo.
Es uno de los miembros más influentes del movimiento intelectual iraní. Ha contribuido de forma significativa a la comprensión de la filosofía occidental en Irán y ha escrito en francés, inglés y persa una veintena de libros y numerosos artículos sobre filosofía occidental y modernidad.
Ha entrevistado a numerosos intelectuales por todo el mundo, entre ellos Isaiah Berlin, George Steiner y Noam Chomsky. Es uno de los primeros filósofos de Irán que han comenzado a hablar de las fuentes filosóficas de la no violencia, y se ha interesado por Mahatma Gandhi.
En Irán dirige el Departamento de Estudios Contemporáneos de la Oficina de Investigación Cultural y ha fundado la revista intelectual Diálogo. Colabora también en numerosos periódicos en tanto que especialista en la cuestión iraní.
Tras la elección del nuevo presidente islamoconservador Mahmoud Ahmadinejad en junio de 2005, se posicionó abiertamente contra la política del nuevo gobierno. En 2005 organizó en la Casa de los Artistas de Teherán una serie de seminarios sobre el pensamiento francés del siglo XX. En mayo de 2006, a su vuelta de India, donde acababa de pasar algunos meses, fue arrestado en el aeropuerto de Teherán por el gobierno iraní.
El 3 de mayo los funcionarios judiciales iraníes confirmaron que había sido arrestado y encarcelado en la prisión de Evine. Una fuente no confirmada indicó a la Agencia de prensa Fars que habría sido arrestado «por razones de seguridad y por espionaje», lo que en Irán es susceptible de graves penas. De hecho, lo que le sería realmente reprochado es haber criticado en enero de 2006 en el periódico El País la toma de posición negacionista del presidente iraní sobre el Holocausto.
El cuatro de mayo, uno de sus amigos habló de su traslado al hospital. El intelectual Mohsen Kadivar declaró «Como ya ha ocurrido en el pasado, Jahanbegloo ha sido arrestado en condiciones obscuras antes de ser juzgado. Este incidente muestra que es la regla de lo arbitrario la que reina en Irán», mientras que el ministro de cultura Safar Harandi declaró «buscamos esclarecer las razones de este arresto y hemos pedido a la justicia que nos diga qué ha sido de ello.» 
El 5 de mayo, Human Rights Watch expresó sus inquietudes a propósito del arresto de Ramin Jahanbegloo y pidió su libertad inmediata.
El 11 de mayo, se lanzó una llamada por numerosos intelectuales para pedir su libertad.

## Obras
- The Clash of Intolerances (2007)
- Talking India: Conversations with Ashis Nandy (2006)
- Iran: Between Tradition and Modernity (Global Encounters), 2004, ISBN 0-7391-0529-9 / 978-0739105290.
- Gandhi: Aux sources de la non-violence: Thoreau, Ruskin, Tolstoi (Le temps et les mots) 1998, ISBN 2-86645-327-1 / 978-2866453275.
- Phoenix: Conversations with Isaiah Berlin: Recollections of an Historian of Ideas, 2000, ISBN 1-84212-164-2 / 978-1842121641.
- رزومهٔ انگلیسی، کتاب‌ها، *مقالات
- شهسواری، دانا. اخبار نگران‌کننده در مورد جهان بگلو، روز آنلاین، ۱۱ اردیبهشت ۱۳۸۵.
- بازداشت محقق عالی ایرانی، بدون هیچ اتهام، سازمان دیده‌بان حقوق بشر، پنجم مه ۲۰۰۵، نیویورک (قالب پرونده PDF).
- بازداشت یک عامل بیگانه، روزنامهٔ کیهان، ۱۴ اردیبهشت ۱۳۸۵.
- وزیر اطلاعات: اتهام جهان بگلو ارتباط با بیگانه است، خبرگزاری دانشجویان ایران، ۱۶ اردیبهشت ۱۳۸۵.
- همکاری با سلطنت‌طلبان؛ اتهام رامین جهان بگلو، ۱۶ اردیبهشت ۱۳۸۵.
- انجمن اسلامی دانشجویان دانشگاه امیرکبیر خواستار روشن شدن وضعیت رامین جهان بگلو شد، ایلنا، وب‌گاه خبری گویا، ۱۶ اردیبهشت ۱۳۸۵.
- گزارشگران بدون مرز خواهان آزادی فوری رامین جهان بگلو است، وب‌گاه خبری گویا، ۱۶ اردیبهشت ۱۳۸۵.
- مقامات کانادایی: اتاوا موضوع دستگیری رامین جهان بگلو را با مقامات ایرانی مطرح كرده است، ایسنا، وب‌گاه خبری گویا، ۱۵ اردیبهشت ۱۳۸۵.
- حزب سوسياليست فرانسه دستگيری رامين جهان بگلو را محکوم کرد، وب‌گاه خبری گویا، ۲۲ اردیبهشت ۱۳۸۵.
- درخواست چهره‌های بین‌المللی برای آزادی رامین جهان بگلو، بی‌بی‌سی فارسی، ۲۸ اردیبهشت ۱۳۸۵.
- مختصری فعالیت فرهنگی و اینترنتی! (خبر ویژه)، روزنامهٔ‌ کیهان، ۱۱ مرداد ۱۳۸۵.
- وزير اطلاعات: جهان بگلو مامور انقلاب مخملی آمريکا در ايران، ۱۱ تیر ۱۳۸۵.
- رامین جهان بگلو آزاد شد بی‌بی‌سی فارسی، ۸ شهریور ۱۳۸۵.